# Château d'Arco
Le château d'Arco (italien : Castello di Arco, allemand : Schloss Arch) est un château en ruine situé sur un éperon rocheux proéminent au-dessus d'Arco et de la vallée du Sarca dans le Trentin, au nord de l'Italie.

## Histoire
La date de sa fondation est estimée avant l'an 1000 apr. J.-C.. La zone autour d'Arco est déjà habitée avant le Moyen Âge et le château aurait été construit par les citoyens et ne serait devenu que plus tard la propriété des nobles locaux. Les comtes d'Arco (du latin arcus, « arc »), probablement d'origine italienne (une parenté présumée avec les comtes bavarois de Bogen ne pouvant être établie), sont mentionnés pour la première fois en 1124. Bien qu'ils aient été élevés au statut de Grafen par l'empereur de la maison de Hohenstaufen,Frédéric II, en 1221, ils reconnaissent la suzeraineté des comtes princiers Meinhardiner du Tyrol en 1272. 
Les comtes d'Arco sont expulsés par les princes-évêques de Trente en 1349, après quoi le château tombe aux mains de la maison véronaise Della Scala. Néanmoins, ils regagnent le château lors d'un soulèvement local et, en 1413, renforcent leur position en obtenant le statut d'immédiateté impériale des mains de l'empereur Sigismond de Luxembourg en 1413. Cependant, à long terme, ils ne peuvent pas vaincre la puissante maison de Habsbourg, dirigeants du Tyrol depuis 1363. Le château d'Arco est capturé en 1579 et les comtes doivent se soumettre aux Habsbourg en 1614. Leurs domaines sont officiellement saisis par l'empereur Léopold Ier en 1680. 
Le château est abandonné après un siège par des troupes françaises sous le général duc Louis Joseph de Vendôme au cours de la guerre de Succession d'Espagne en 1703. Une restauration minutieuse commence en 1986 et après d'autres restaurations ces dernières années, un certain nombre de fresques représentant des chevaliers et des dames de la cour de l'époque médiévale sont retrouvées,.

## Galerie

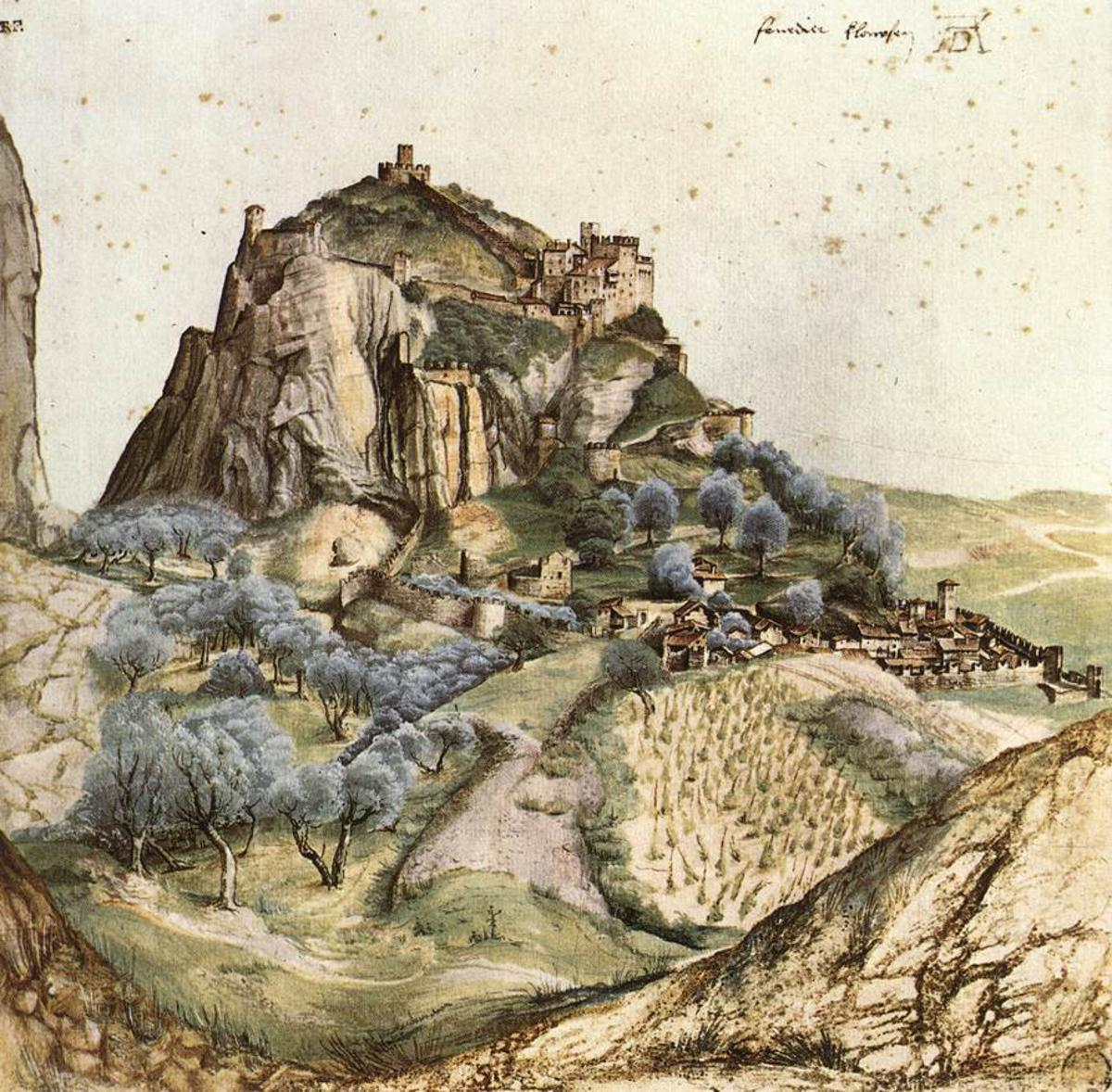
La ville et le château d’Arco, aquarelle sur papier d'Albrecht Dürer exposée au Louvre (1495).
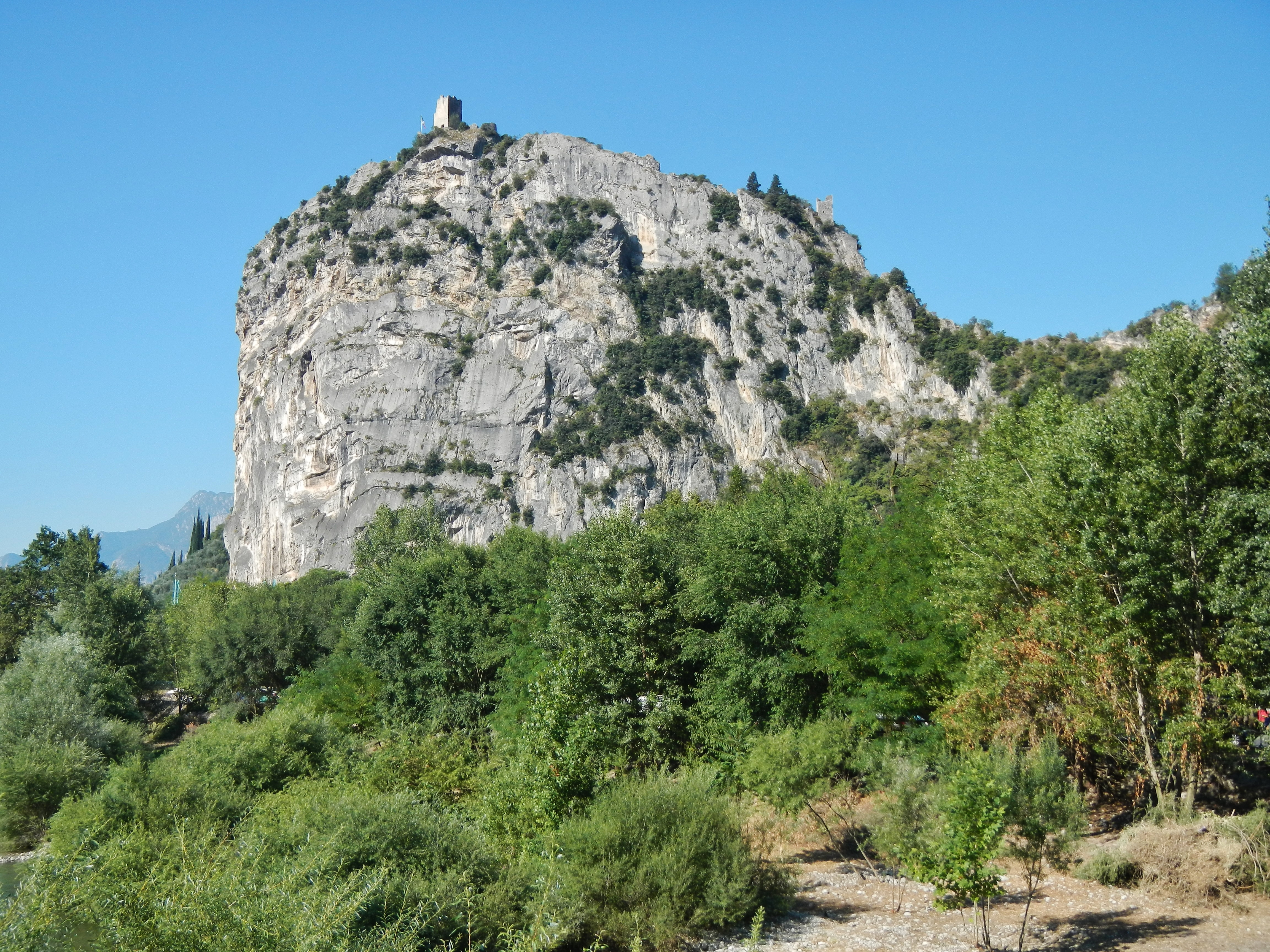
Vue panoramique du château.
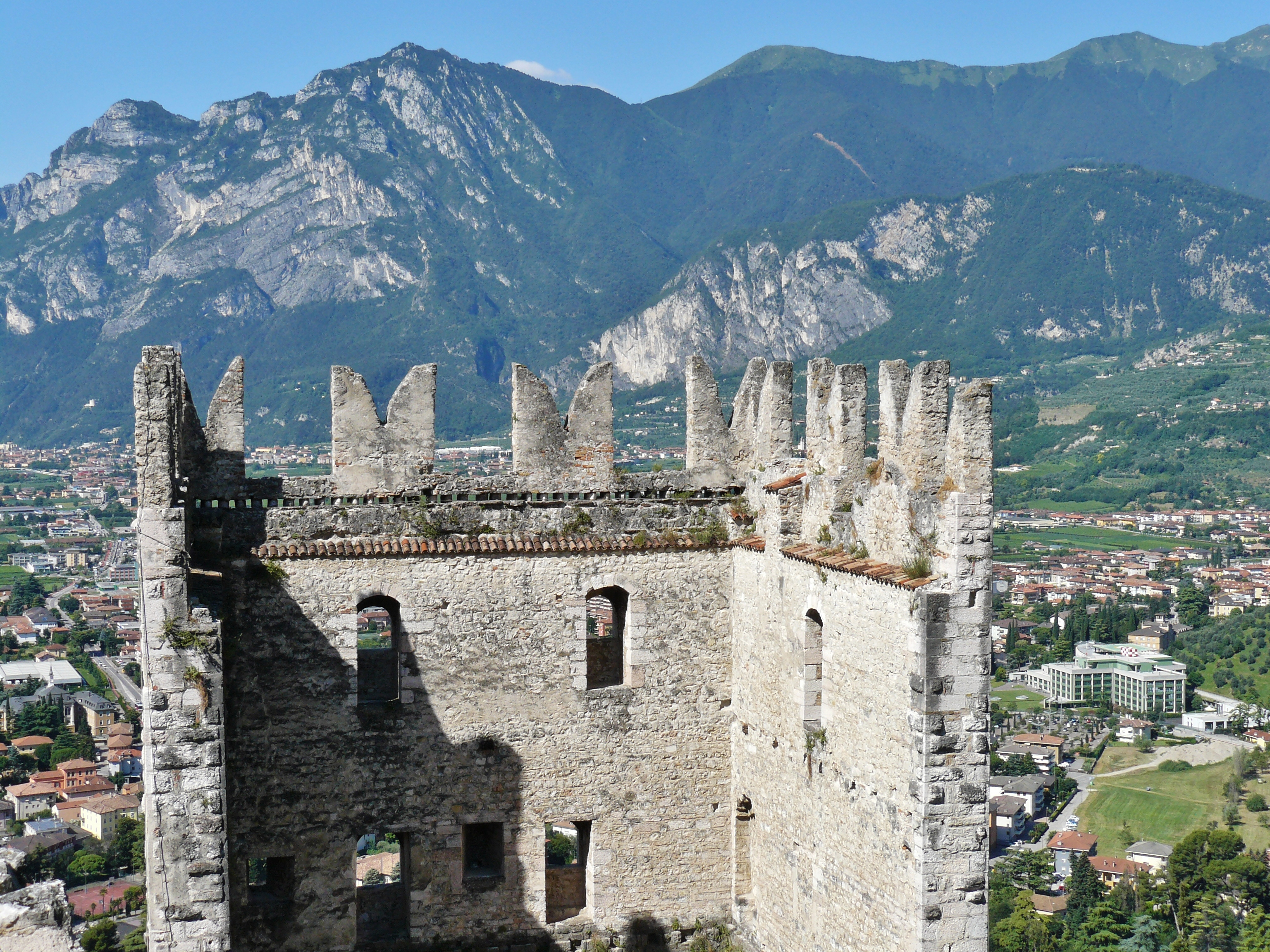
La Torre Grande du château.
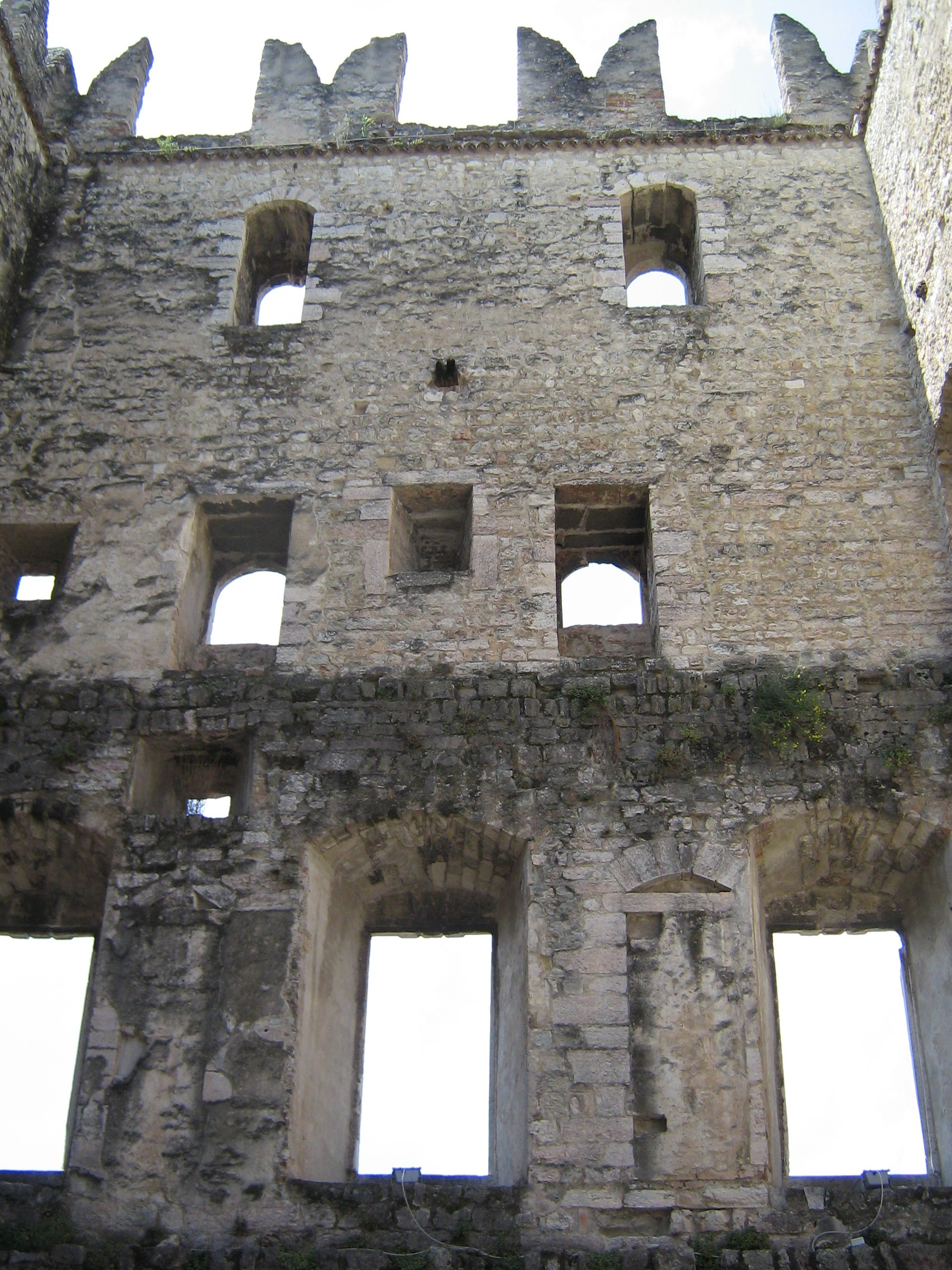
Intérieur de la Torre Grande.
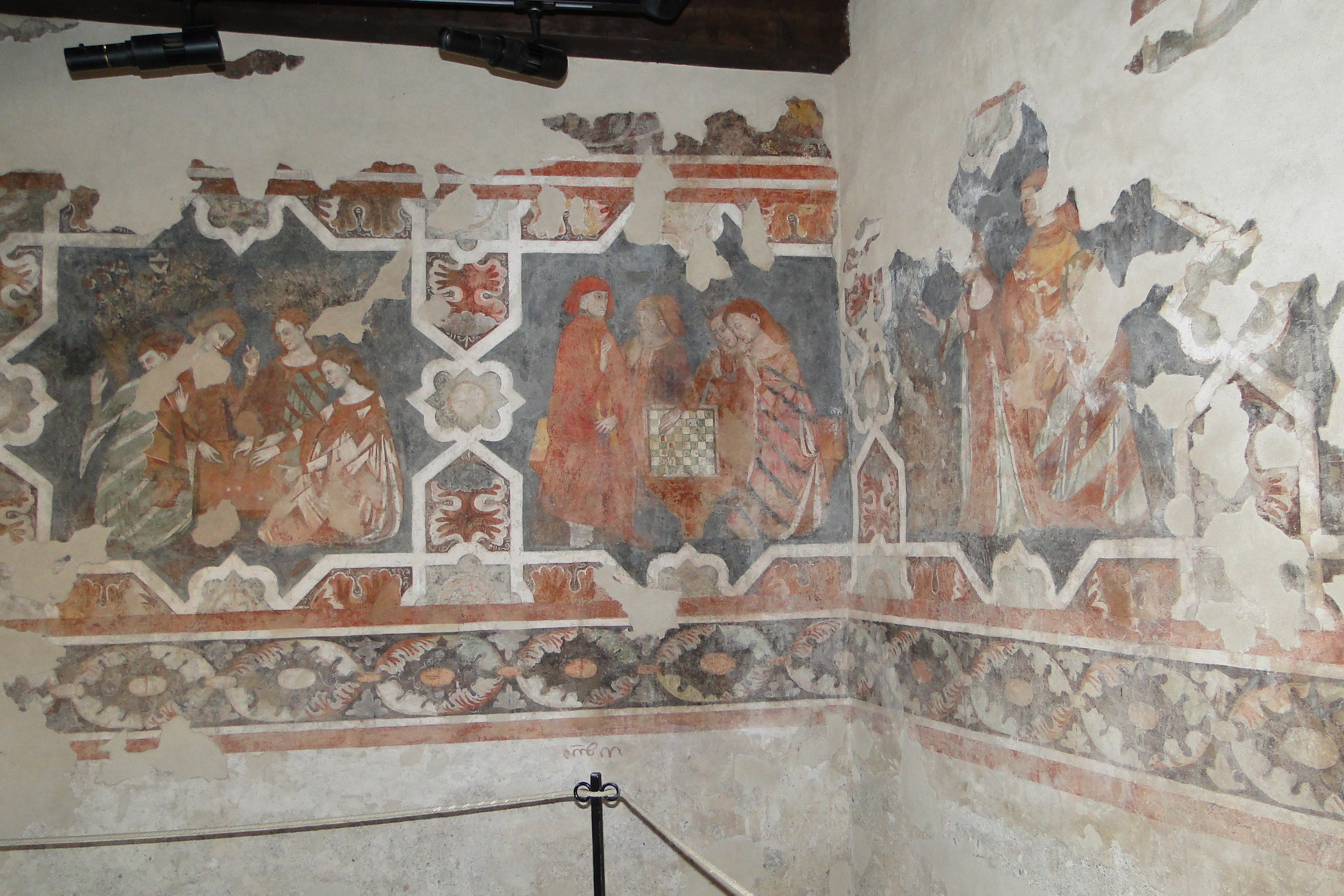
Fresque au château d'Arco.